# Кіке Барха
Кіке Барха (ісп. Kike Barja, нар. 1 квітня 1997, Памплона) — іспанський футболіст, нападник клубу «Осасуна».

## Ігрова кар'єра
Народився 1 квітня 1997 року в місті Памплона. Вихованець футбольної школи клубу «Осасуна».
У дорослому футболі дебютував 2013 року виступами за команду «Осасуна Б», в якій провів п'ять сезонів.
З 2017 року залучається до складу головної команди «Осасуни».